# 周松和
周松和（1955年11月—），湖南省武冈市邓元泰镇人。男，汉族。1974年12月入伍，1977年4月加入中国共产党。中国人民解放军中将军衔。曾任中国人民解放军陆军副司令员。
入伍后历任班长、排长、团作训参谋、股长、师作训参谋，广州军区司令部军训部参谋、处长、副部长、军训和兵种部部长。2007年8月，任中国人民解放军驻港部队参谋长。2011年4月，任驻港部队副司令员。至晚于2013年5月，调任总后勤部司令部参谋长。至晚于2014年年末，升任总后勤部副部长。2015年12月，任中国人民解放军陆军副司令员。
2009年7月1日，授中国人民解放军少将军衔。2016年7月，晋升中国人民解放军中将军衔。2018年2月24日，当选为第十三届全国人大代表。2018年3月，任第十三届全国人大财政经济委员会委员。